# 宝陀寺 (镇海)
29°57′41″N 121°43′17″E / 29.961504°N 121.721302°E
宝陀寺是中国浙江省宁波市镇海区一座佛教寺院。寺院位于招宝山威远城内，明代由普陀山迁移而来，因而又名补院，以观音道场闻名。其圆通宝殿为清代建筑，1981年成为县级文物保护单位，其余建筑则为1980年以后复建。

## 历史
宝陀寺最初位于梅岑山（即普陀山），建于唐大中年间。明嘉靖三十二年（1553年），普陀山遭到倭寇袭击，寺院焚毁，仅存观音像。嘉靖三十六年（1557年），浙江巡按御史胡宗宪下令将观音像迁往招宝山并重建寺院。此后寺院几兴几废。抗日战争时期，包括观音阁的多座建筑被毁。文化大革命期间，天王殿和罗汉堂被拆毁挪作他用。1981年，圆通宝殿大修，重建佛像。1985年由释智柔重建观音阁。20世纪90年代新建偏殿、斋堂等建筑，2005年再次复建天王殿。

## 建筑特点
宝陀寺圆通宝殿建于清代。建筑为抬梁式，重檐歇山顶，坐西朝东，面阔五间。正脊正面和背面分别有“风调雨顺”、“国泰民安”字样，中部有火焰纹宝镜。明间后部为石职须弥座平台，上置释迦牟尼佛像。

## 民俗
招宝山观音像头戴毗卢帽，称为毗卢观音，虽经历代重塑仍保留了唐代的特征。寺院香火较盛，尤以农历二月十九观音诞生日、六月十九观音出家日和九月十九观音成道日香火最为旺盛。

## 图片
- 文物保护标志
- 圆通宝殿
- 观音阁